# Jaskinia z Filarami
Jaskinia z Filarami (system jaskiniowy Jaskini z Filarami oraz Jaskini Prostej) – druga pod względem długości jaskinia w Sudetach. Łączna długość poznanych korytarzy wynosi 727 m. Jaskinia zlokalizowana jest w nieczynnym kamieniołomie wapienia i dolomitu na północ od wsi Kochanów. 
W 2022 ustalono, że jaskinia została zanieczyszczona odpadami azbestowymi.